# Ил-96
Ил-96 — советский и российский пассажирский широкофюзеляжный самолёт для авиалиний средней и большой протяжённости, спроектированный в КБ Ильюшина в конце 1980-х годов.
Ил-96 стал первым советским дальнемагистральным широкофюзеляжным самолётом. Рассчитан на 300—435 пассажиров и дальность полёта 9000 км; использует советские/российские двигатели ПС-90А.  
Совершил первый полёт в 1988 году, производится серийно с 1993 года на заводе Воронежского акционерного самолётостроительного общества.

## История создания
К середине 1970-х годов практически все дальнемагистральные авиаперевозки в СССР и социалистических странах осуществлялись на самолётах Ил-62. Однако возможности этих самолётов не могли в полной степени отвечать быстрому росту объёма дальних перевозок: из-за сравнительно малой пассажироёмкости Ил-62 число рейсов увеличивалось. Как следствие, росла нагрузка на аэропорты.
В 1970-е годы на базе Ил-86 началась разработка новой машины, способной при той же пассажироёмкости выполнять рейсы на расстояния до 9000 км. Создававшаяся модель получила шифр Ил-86Д и отличалась от базовой модели крылом с увеличенной площадью и двигателями НК-56 с тягой 4 х 18000 кгс. Исследования в ЦАГИ показали, что за счёт применения новых технических решений можно было значительно улучшить топливную эффективность самолёта Ил-86Д и повысить его весовое совершенство. Предполагалось, что полная унификация с Ил-86 позволит быстро провести сертификацию самолёта и поставить его в строй.
Но вследствие ряда причин (загруженности Куйбышевского завода военными проектами, неудовлетворённости ранее созданными Кузнецовым Н. Д. двигателями НК-8 и НК-86) решено было отказаться от двигателя НК-56 в пользу пермского ПС-90 с тягой 4 х 16000 кгс, из-за чего главному конструктору-разработчику самолёта Новожилову пришлось уменьшить длину фюзеляжа, сократить площадь крыла и пассажироёмкость нового широкофюзеляжного самолёта.
Самолёт Ил-96-300 разрабатывался по техническим требованиям Министерства гражданской авиации, отражающим перспективы роста объёма пассажирских перевозок на дальних воздушных линиях Аэрофлота. В соответствии с требованиями МГА самолёт должен обеспечивать перевозку пассажиров, их багажа, почты и грузов на магистральных воздушных линиях протяжённостью 4 000 — 11 000 км.
В 1999—2000-х годах проводились работы по проекту грузового самолёта Ил-96-400Т, обладающего возможностями грузового самолёта Ил-96Т, но имеющего российские ТРДД ПС-90А-2 и бортовое оборудование. Он совершил первый полёт 16 мая 1997 года. В эксплуатации с 2009 года.
Испытания
Первый опытный экземпляр (б/н 96000) был собран непосредственно в цехе КБ на Ленинградском проспекте в Москве. Производство самолёта нового поколения преподносилось как исключительное событие, ему были посвящены несколько репортажей Центрального телевидения. В начале сентября 1988 года самолёт торжественно выкатили из сборочного цеха. Первый полёт опытный самолёт Ил-96-300 выполнил 28 сентября 1988 с Центрального аэродрома имени Фрунзе на Ходынском поле с предсерийными двигателями ПС-90А. Самолёт пилотировал экипаж под командованием заслуженного лётчика-испытателя СССР Героя Советского Союза Станислава Близнюка. Полёт прямо над центральными районами Москвы продолжался 40 минут.
В процессе испытаний Ил-96 выполнил несколько примечательных полётов на дальность, в том числе Москва — Петропавловск-Камчатский — Москва без посадки в Петропавловске. 14 800 км пути самолёт преодолел за 18 часов 9 минут. 9 июня 1992 года Ил-96 перелетел из Москвы в Портленд через Северный полюс, проведя в воздухе 15 часов. Самолёт испытывался в Якутске при −50 °C и в Ташкенте при +40 °C. По итогам испытаний 29 декабря 1992 года самолёту вручили сертификат лётной годности. Полгода новые машины «обкатывали» на трассах «Аэрофлота», причём из-за недостатка финансирования эксплуатационные испытания пришлось совместить с коммерческими грузовыми перевозками. Работа коллектива ОКБ Ильюшина над Ил-96-300 была отмечена Государственной премией РФ.

## Конструкция

### Аэродинамическая схема
Четырёхдвигательный турбовентиляторный низкоплан со стреловидным крылом и однокилевым оперением и расположением двигателей под крылом.

### Планер

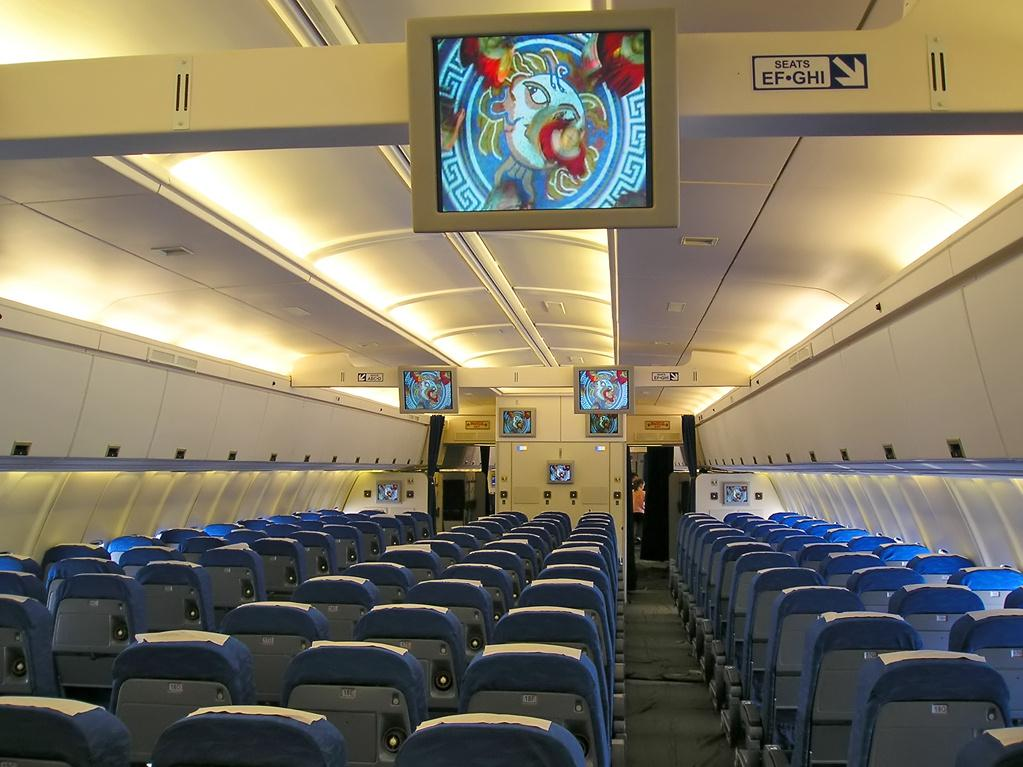
Отсек экономкласса

Ил-96 выполнен по схеме цельнометаллического свободнонесущего четырёхмоторного широкофюзеляжного низкоплана со стреловидным крылом и вертикальным оперением.
Фюзеляж Ил-96-300 имеет одинаковый с фюзеляжем Ил-86 диаметр (равный 6,08 м), но меньшую — на 5,23 метра — длину из-за уменьшения числа рядов пассажирских кресел. Однако конструкция фюзеляжа существенно изменена для повышения его надёжности, обеспечения безопасности при повреждении, уменьшения скорости роста трещин, обеспечения заданного ресурса, снижения массы и улучшения качества наружной поверхности. Различная компоновка пассажирского салона предусматривает вместимость от 235 до 300 человек. На стандартном самолёте (300 мест) кресла установлены в двух салонах (переднем — 66 кресел и заднем — 234 кресла) с шагом 870 мм по девять в ряд с двумя проходами шириной 550 мм. Компоновка на 235 мест предусматривает размещение пассажиров в трёх салонах: в первом классе — в 22 креслах с шагом 1020 мм, в бизнес-классе — в 40 креслах и в экономклассе — в 173. Пассажирский салон оборудован буфетными стойками и 8 туалетами.
Для пассажирских салонов разработано мягкое, рассеянное освещение. Салоны оснащены видеозвуковой системой и аварийно-спасательной аппаратурой. Буфетно-кухонный комплекс, расположенный на нижней палубе, и верхние буфетные стойки обеспечивают пассажиров и экипаж двухразовым питанием во время продолжительного полёта.
На нижней палубе расположены три грузовых отсека. Передний вмещает 6 стандартных грузовых контейнеров типа АБК-1,5, задний — десять, при этом максимальная загрузка самолёта предполагает занятие лишь девяти контейнеров, тогда как другие семь можно использовать для перевозки грузов и почты. Третий грузовой отсек предназначен для перевозки штучных грузов.
Пассажирский салон оборудован гардеробом, рассчитанный на эксплуатацию в летнее время года. В зимнее время предусмотрена установка дополнительных гардеробов за счёт снятия нескольких кресел.
Крыло на Ил-96 значительно отличается от крыла Ил-86. Размах — более 60 метров, удлинение — 9,5,  площадь — 391 м² (на 70 м² больше, чем у Ил-86), стреловидность по линии четверти хорд — 30°. Для крыла выбраны сверхкритические профили. Отличительными особенностями крыла являются крупные вертикальные законцовки высотой 3,1 м, использование которых позволило увеличить аэродинамическое качество на крейсерском режиме полёта на 0,7. Крыло Ил-96 обладает сложной взлётно-посадочной механизацией, состоящей из двухщелевых закрылков и предкрылков по всей длине передней кромки. На крыле также установлены органы поперечного управления: внутренний элерон и интерцепторы. Внешние элероны работают только с активными системами и в поперечном управлении не участвуют. Для улучшения аэродинамического качества крыла уменьшены и загерметизированы различные щели между подвижными и неподвижными поверхностями крыла. Количество продольных и поперечных швов на поверхности крыла сведено к минимуму.
Горизонтальное оперение Ил-96 — то же, что у Ил-86, а площадь вертикального оперения возросла за счёт увеличения его высоты на полтора метра. Необходимость увеличения площади вертикального оперения обусловлена требованием обеспечения путевой устойчивости в случае отказа одного двигателя.
Шасси Ил-96 состоит из трёх основных опор, расположенных под центропланом, и передней опоры. Каждая из трёх опор снабжена четырёхколёсной тележкой с тормозными колёсами, а передняя опора имеет два нетормозных колеса. Все четырнадцать колёс имеют одинаковые размеры 1300 × 480 мм и давление в пневматиках 11,5 кг/см². Применение на самолёте трёх основных опор вызвано необходимостью базирования самолётов на аэродромах Министерства гражданской авиации с искусственным покрытием, соответствующим определённой категории нормативной нагрузки.

### Силовая установка

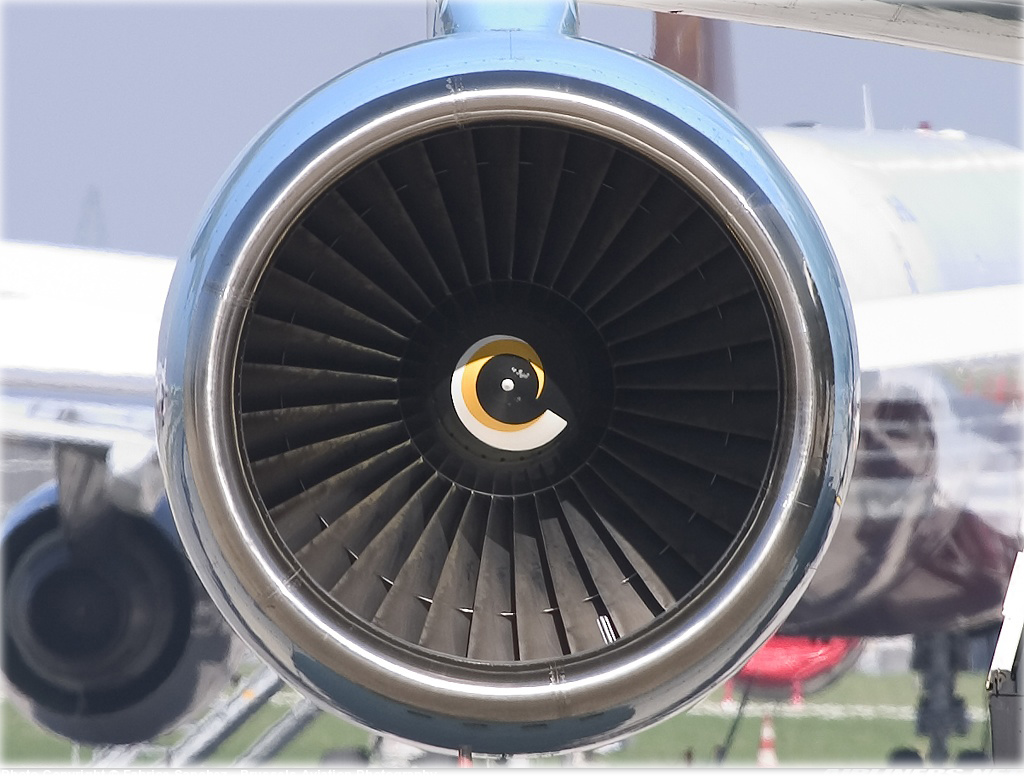
Вентилятор двигателя ПС-90А

Ил-96 оборудован четырьмя турбовентиляторными двигателями с высокой (4,5) степенью двухконтурности ПС-90А с тягой на максимальном режиме работы двигателя 16 000 кгс, которые крепятся на пилонах к консолям крыла. Тяга в крейсерском режиме — 3500 кгс. Удельный расход топлива на крейсерском режиме — 0,595 кг/(кгс·ч). Выполнен по двухвальной системе, имеется реверсивное устройство. Вентилятор — одноступенчатый, компрессор — 13-ступенчатый. Турбина высокого давления — двухступенчатая, низкого — четырёхступенчатая. ПС-90А имеет модульную конструкцию, число модулей — 11. В процессе эксплуатации их можно заменять.
Впервые в истории советской авиации двигатель оборудован двухканальной электронной системой управления и контроля параметров «Диагноз-90». Среди преимуществ системы — автоматический контроль за расходом топлива и защита от помпажа. Предусмотрен воздушный старт на высоте до 7000 метров.
Двигатель сертифицирован в 1992 году (3 апреля) так же, как и самолёт. В конце 2006 года для самолёта Ил-96-300 с двигателем ПС-90А получен сертификат на соответствие Главе 4 норм ИКАО по шуму.
На новые модификации самолёта предполагается установка новых двигателей: на Ил-96-400М — более экономичных ПС-90А3, а в перспективе после 2025 года — двух двигателей большой тяги ПД-35 вместо использующихся на существующих модификациях четырёх двигателей (разработка ПД-35 для широкофюзеляжных самолётов началась летом 2016 года, используя в качестве базы масштабированный газогенератор от более лёгкого двигателя ПД-14, созданного для МС-21).

### Системы самолёта

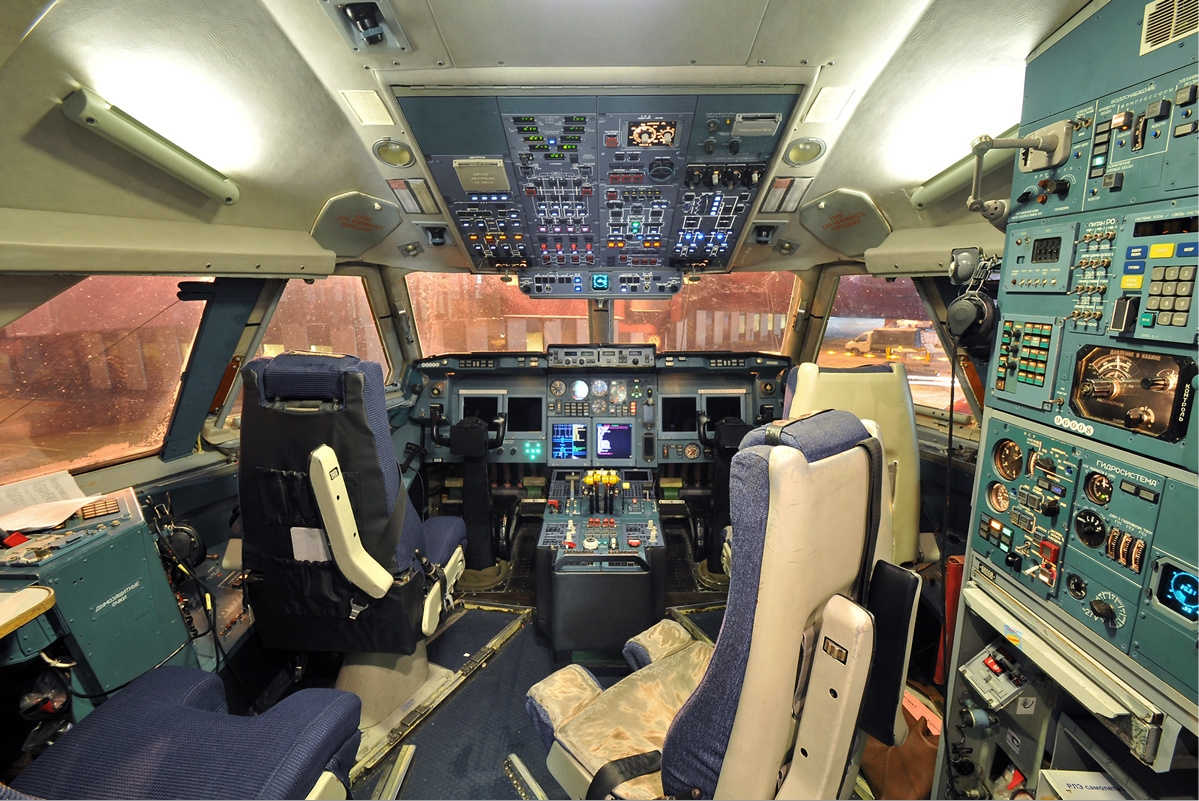
Кабина Ил-96-300

На Ил-96 применён пилотажно-навигационный комплекс, благодаря которому самолёт стал первым из «илов», предназначенным для управления экипажем из трёх человек (без штурмана), а также первым советским самолётом, оборудованным электронной системой управления полётом ВСУП-85-4. К традиционным стрелочным индикаторам на приборной панели прибавились дисплеи на лучевых трубках: по два у командира и второго пилота (комплексный пилотажный индикатор и комплексный индикатор навигационной обстановки) и ещё два на центральной панели (индикаторы параметров двигателей). Самолёт оборудован электродистанционной системой управления (ЭДСУ) с управлением «по усилиям».
Гидросистема самолёта состоит из четырёх независимых друг от друга систем, источниками давления в которых служат плунжерные насосы, установленные на двигателях. С помощью гидросистемы осуществляется управление рулями, элеронами, интерцепторами, тормозными щитками, закрылками, стабилизатором, а также уборкой и выпуском шасси, торможением и поворотом передних колёс, открытием и закрытием грузовых люков.
Топливная система самолёта разработана на базе топливной системы Ил-86. Она работает автоматически, однако для экстренных случаев предусмотрен механизм ручного управления. Топливо располагается в девяти кессонных баках, из которых по четыре расположены в консоли каждого из крыльев и ещё один — в центроплане. Перекачка керосина из бака осуществляется струйными насосами в предрасходный отсек, а далее — в расходный отсек, отдельный для каждого из четырёх двигателей. Выработка топлива из консольных баков производится с задержкой для разгрузки крыла и увеличения критической скорости флаттера. Выбранная схема топливной системы позволяет создать более лёгкую конструкцию крыла с увеличенным ресурсом, так как для агрегатов топливной системы требуется минимальное количество вырезов в силовых панелях крыла.
Система кондиционирования воздуха (СКВ) Ил-96 также работает автоматически. Блоки СКВ расположены в центроплане. Воздух в кабину поступает от двигателей. С учётом повторной циркуляции при полной загрузке самолёта (300 пассажиров) СКВ нагнетает в кабину 25,7 кг воздуха на одного пассажира в час.
Электроимпульсная противообледенительная система циклического действия защищает передние кромки крыла и стабилизатора, а также киль. Интересно, что обогрев не предусмотрен на внутренней секции передней кромки крыла (от центроплана до пилона ближнего двигателя) и на «носке» киля, что объясняется незначительным влиянием обледенения в этих местах на управляемость самолётом. Воздухозаборники двигателей обогреваются с помощью воздуха, отбираемого из компрессорной камеры.

## Производство
Производится серийно с 1993 года на заводе Воронежского акционерного самолётостроительного общества.
Производство самолёта по годам:
| Год         |      |      |      |      |      |      |      | 1988 | 1989 | 1990 | 1981- 1990 | Итого |
| ----------- | ---- | ---- | ---- | ---- | ---- | ---- | ---- | ---- | ---- | ---- | ---------- | ----- |
| Изготовлено |      |      |      |      |      |      |      | 1    | 2    | 1    | 4          | 4     |
| Год         | 1991 | 1992 | 1993 | 1994 | 1995 | 1996 | 1997 | 1998 | 1999 | 2000 | 1991- 2000 |       |
| Изготовлено | 1    | 2    | 1    | 3    | 2    | 0    | 1    | 0    | 1    | 0    | 11         | 15    |
| Год         | 2001 | 2002 | 2003 | 2004 | 2005 | 2006 | 2007 | 2008 | 2009 | 2010 | 2001- 2010 |       |
| Изготовлено | 0    | 0    | 1    | 2    | 1    | 2    | 2    | 0    | 2    | 0    | 10         | 25    |
| Год         | 2011 | 2012 | 2013 | 2014 | 2015 | 2016 | 2017 | 2018 | 2019 | 2020 | 2011- 2020 |       |
| Изготовлено | 1    | 1    | 1    | 0    | 1    | 1    | 0    | 0    | 1    | 1    | 7          | 32    |
| Год         | 2021 | 2022 | 2023 | 2024 | 2025 |      |      |      |      |      | 2021- 2030 |       |
| Изготовлено | 1    | 0    | 1    |      |      |      |      |      |      |      | 2          | 34    |

Примечание: 1 единица в 2023 году - Ил-96-400м.

## Модификации самолёта
| Название модели    | Краткие характеристики, отличия. |
| ------------------ | --- |

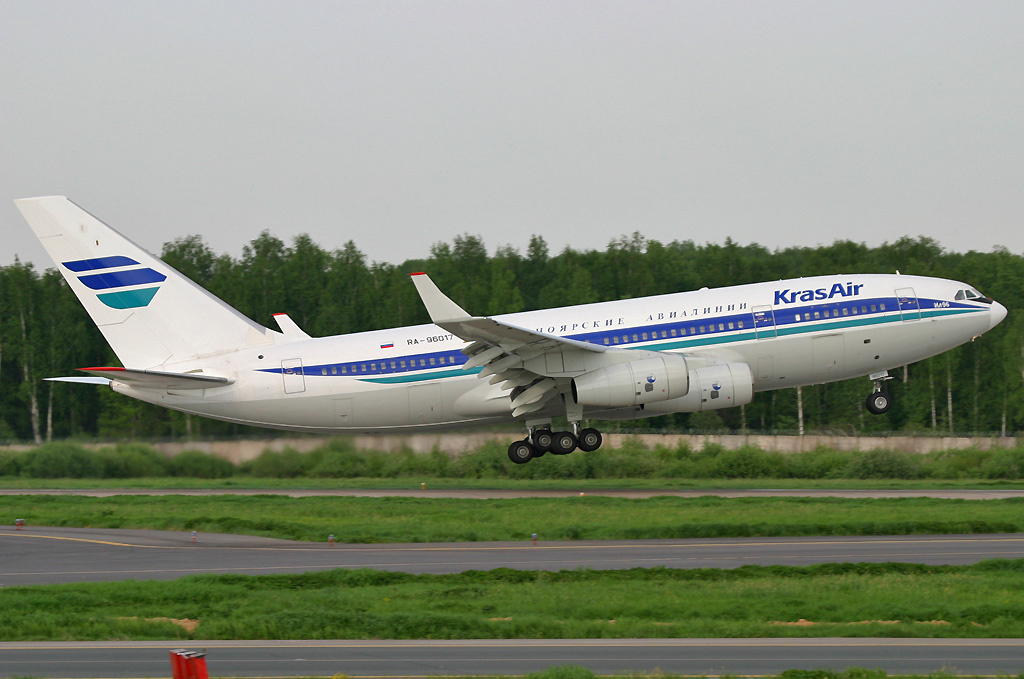
Ил-96-300

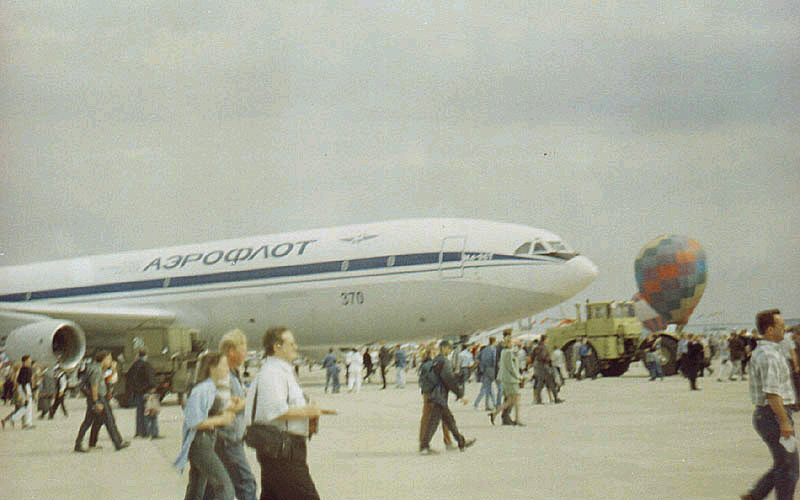
Грузовой Ил-96Т на авиасалоне МАКС-1999

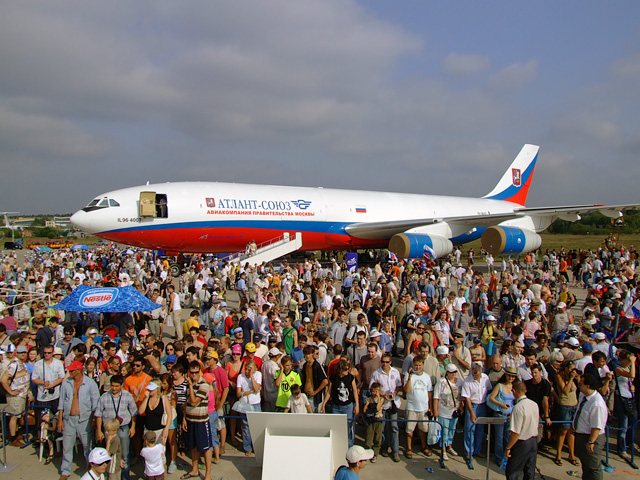
Ил-96-400Т в цветах «Атлант-Союза» на МАКС-2007

| Ил-96-300          | Базовый вариант с двигателями ПС-90А (4 × 16 000 кгс). Первый полёт самолёт совершил 28 сентября 1988 года, 29 декабря 1992 года получил сертификат лётной годности. Первый Ил-96-300 поступил на службу в «Аэрофлот» в 1993 году. В настоящее время используется только ГТК Россия в качестве VIP-транспорта и кубинской Cubana, в том числе в качестве транспорта президента Кубы. Производится серийно на заводе ВАСО в Воронеже. Единственный из пассажирских самолётов серии, находящийся в эксплуатации. Было выпущено 20 самолётов, включая опытные[когда?]. 11 августа 2009 года было объявлено, что самолёт Ил-96-300 будет снят с производства как «бесперспективный». Планируется выпуск с 2025 года в количестве не более двух единиц в год. Максимальная взлётная масса — 250 тонн, коммерческая нагрузка — 40 тонн. Дальность полёта при максимальной загрузке — 9 000 км, при количестве пассажиров 269 человек и с полным запасом топлива — 13 500 км. Пассажировместимость в кабине трёх классов — 235 человек, в двухклассовой компоновке — 262, в экономклассе — 300 человек. |
| Ил-96-300ПУ/ПУ(М1) | Специальный вариант Ил-96-300, разработанный для перевозки президента России. Ил-96-300ПУ («пункт управления») построен в четырёх экземплярах. Заказаны ещё два. Отличий по лётно-техническим характеристикам от базовой версии у него практически нет, кроме увеличенной дальности за счёт некоторых доработок. На самолёте установлено оборудование, позволяющее вести управление вооружёнными силами в случае ядерного конфликта. Внешне самолёт также не имеет отличий от базового варианта, за исключением характерного выступа в верхней части фюзеляжа. Первый самолёт этой версии был собран в 1995 году для Бориса Ельцина. Второй, для Владимира Путина, Ил-96 поднялся в воздух 21 апреля 2003 года. Третий впервые взлетел в августе 2012 года. Четвёртый — в августе 2013 года. Пятый — в ноябре 2015 года. |
| Ил-96-400          | Ил-96-400 является глубокой модернизацией Ил-96-300 с двигателями ПС-90А-1 тягой 17 400 кгс (замена двигателям PW; по тяге больше, чем двигатели PW) и улучшенной авионикой. Получен модификацией Ил-96М — унаследован фюзеляж (длиннее, чем у Ил-96-300). Максимальная взлётная масса — 270 тонн, полезная нагрузка — 58 тонн. Максимальная пассажировместимость — 435 человек. Максимальная дальность полёта — 13 000 км. |
| Ил-96-400Т         | Является грузовым вариантом Ил-96-400. Лётно-технические показатели остались неизменными. Производится на заводе ВАСО в Воронеже. Первый Ил-96-400Т был создан путём реконструкции Ил-96Т, собранного в 1997 году. В 2007 году собран целиком новый самолёт. Оба самолёта в 2007 году были проданы Атлант-Союзу, в 2009 году они перешли в Полёт. По состоянию на май 2011 года в парке авиакомпании Полёт успешно эксплуатировались три самолёта, их эксплуатация в авиакомпании была завершена к июлю 2013 года. Четвёртый самолёт для Полёта (RA-96104) был построен и облётан, но в авиакомпанию не передавался из-за финансовых проблем Полёта. По состоянию на 2014 год перестраивается в Воздушный пункт управления по заказу ФСБ РФ с обозначением Ил-96-400ВПУ с установкой иллюминаторов, дополнительных выходов, включая выход в нижней части фюзеляжа, характерный для Ил-96-300ВКП и Ил-86, позволяющий производить загрузку пассажиров, не прибегая к подаче трапов. В начале 2015 года Министерство обороны объявило о закупке пробной партии из 2 самолётов Ил-96-400Т в модификации «стратегический топливозаправщик». Далее, в случае успешной эксплуатации, рассматривается возможность закупки около 30 самолётов данной модификации. |
| Ил-96-400ТЗ        | Как сообщило 6 января 2015 года Управление пресс-службы и информации Министерства обороны РФ, Минобороны заключило контракт с ОАО «Объединённая авиастроительная корпорация» на постройку двух самолётов-топливозаправщиков Ил-96-400ТЗ. Новый самолёт будет способен передать свыше 65 тонн (подобный Ил-78М — 40 тонн) топлива на удалении до 3,5 тыс. км (Ил-78М на 3 тыс. км). На самолётах будут установлены универсальные приборы авиационной заправки УПАЗ-1, зарекомендовавшие себя на существующих строевых самолётах-топливозаправщиках Ил-78/78М. В 2018 г. Минобороны расторгло заключённый в 2015 году контракт с ОАК на поставку двух стратегических самолётов-топливозаправщиков для военной авиации. |
| Ил-96ВКП           | Данная модификация придёт на замену Ил-86ВКП. В настоящий момент (декабрь 2015 года) «Объединённой приборостроительной корпорацией» ведутся работы по созданию перспективного комплекса воздушного пункта стратегического управления третьего поколения. |
| Ил-96МО (Ил-96М)   | Модифицированный Ил-96-300 — удлинён фюзеляж, двигатели PW, приборное оборудование «Коллинз». Это первый российский самолёт, разработанный в сотрудничестве с западными компаниями. Был изготовлен только один, опытный образец. В марте 1993 года фюзеляж опытного Ил-96-300 был удлинён, двигатели ПС-90 заменены на Pratt & Whitney PW2337 (впервые в истории российской авиации на самолёте были установлены американские двигатели) тягой 17 030 кгс, установлена западная авионика. Самолёт совершил первый полёт 6 апреля 1993 года. В 1997 году Ил-96М был сертифицирован в США. Неоднократно демонстрировался на всевозможных авиасалонах, на МАКС-2003 демонстрировался под обозначением Ил-96-400 с двигателями НК-86. В мае 2009 года разрезан. По всем основным показателям Ил-96М стал «рекордсменом» среди советских пассажирских самолётов: он способен брать на борт до 435 пассажиров, максимальная коммерческая нагрузка — 58 тонн, максимальная взлётная масса — 270 тонн, практическая дальность полёта — 12 800 км. |
| Ил-96МД            | Самолёт с двумя двигателями Pratt & Whitney PW4082 (в настоящее время эти двигатели используются на Boeing 777). |
| Ил-96МК            | Самолёт с четырьмя турбореактивными НК-92 тягой 20 000 кгс. На базе Ил-96М был разработан грузовой вариант Ил-96Т. В 1997 году построен единственный экземпляр (б/н RA-96101), 16 мая поднялся в воздух. Также неоднократно демонстрировался на авиасалонах в фирменной раскраске Аэрофлота, хотя авиакомпания никогда им не пользовалась, заказов на данный тип не поступало, прототип был переоборудован в Ил-96-400Т. |
| Ил-96Т             | Самолёт предназначен для перевозки грузов большой массы на дальние расстояния. Он представляет собой дальнейшее развитие пассажирского самолёта Ил-96-300 и создан в соответствии с российско-американской программой. Первый полёт опытного экземпляра Ил-96Т, построенного на авиационном заводе в Воронеже, состоялся 16 мая 1997 года. |
| Ил-96-500Т         | В 2019 году разработан эскизный проект самолёта Ил-96-500Т с увеличенным фюзеляжем для перевозки негабаритных грузов, например, транспортировки элементов ракет «Ангара» на космодром «Восточный». |
| Ил-96-550          | Проект двухпалубного авиалайнера на 550—600 пассажиров, оснащённого двигателями НК-93. Развития не получил после снятия двигателей с испытаний в 2007 году. |
| Ил-96-400М         | Модификация, также известная как Ил-496, предусматривающая обновление авионики, которое позволит сократить экипаж до двух человек, а в перспективе — замену двигателей на ПС-90А3. Но, в связи с санкционной политикой Запада, — планируется импортозаместить самолёт, увеличить количество рядов с 9 до 10 и заменить четыре двигателя ПС-90А на два двигателя ПД-35. |

## Эксплуатация

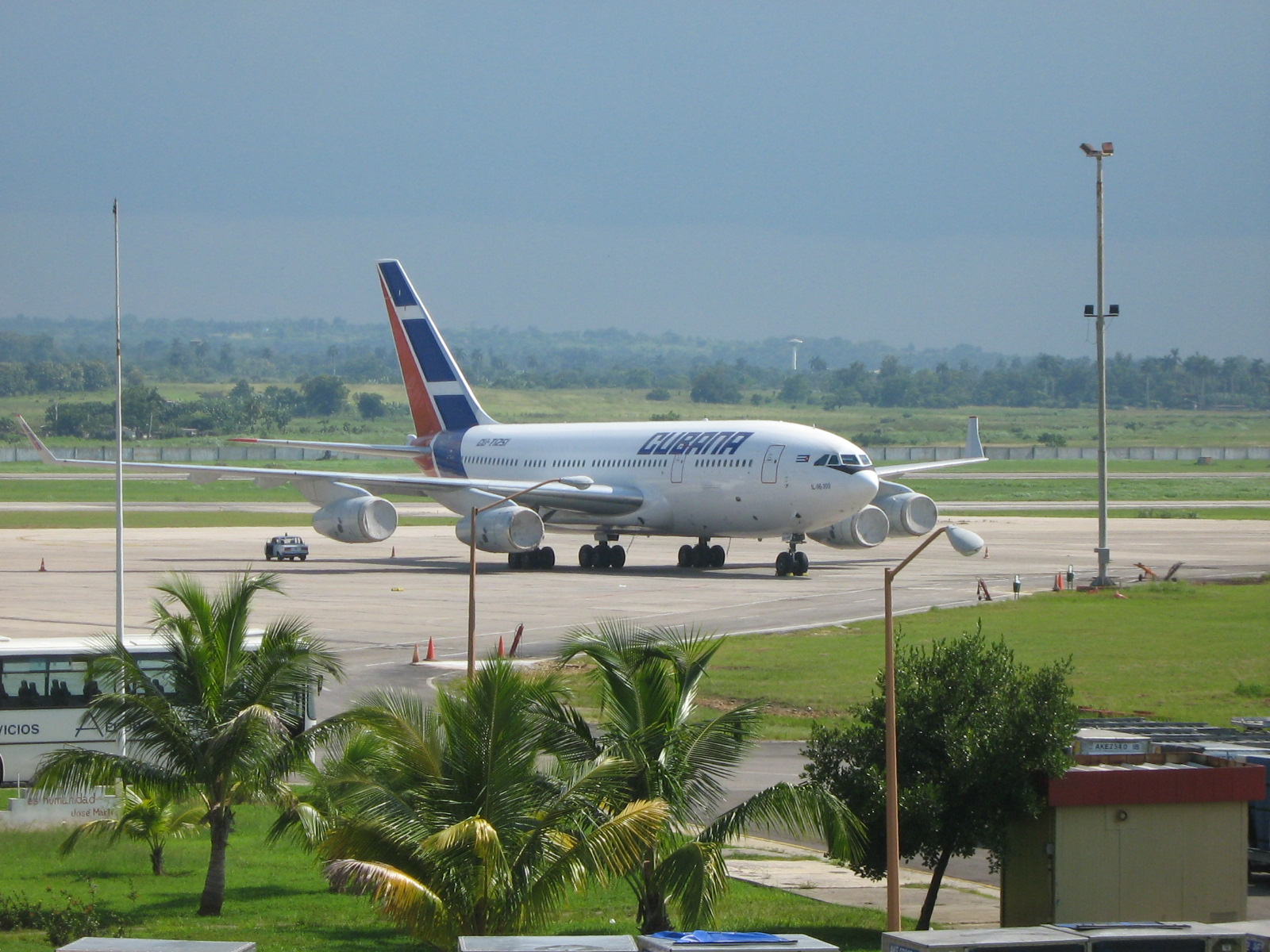
Ил-96-300 в аэропорту Гаваны

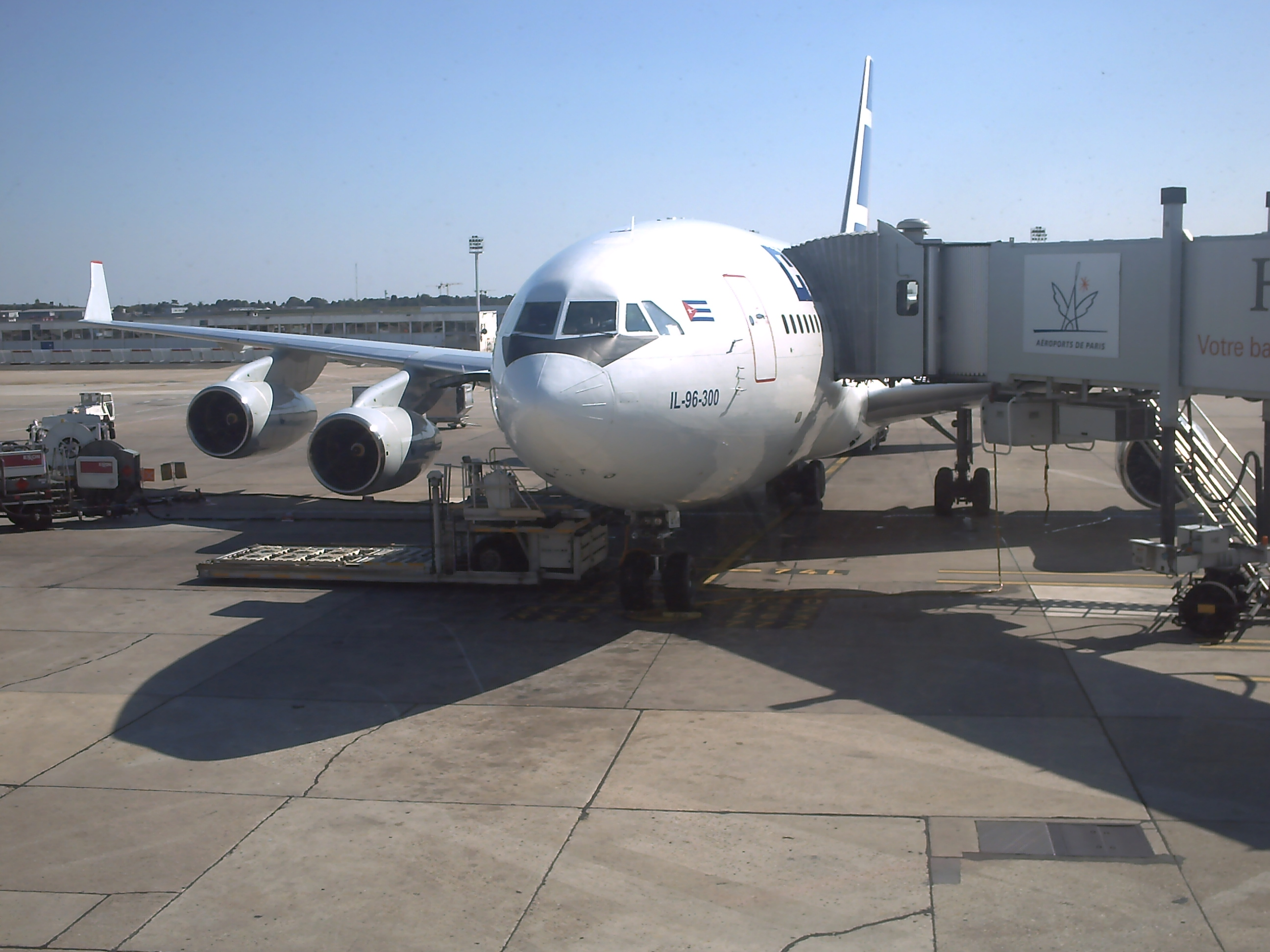
Ил-96-300 авиакомпании Cubana в одном из аэропортов Парижа

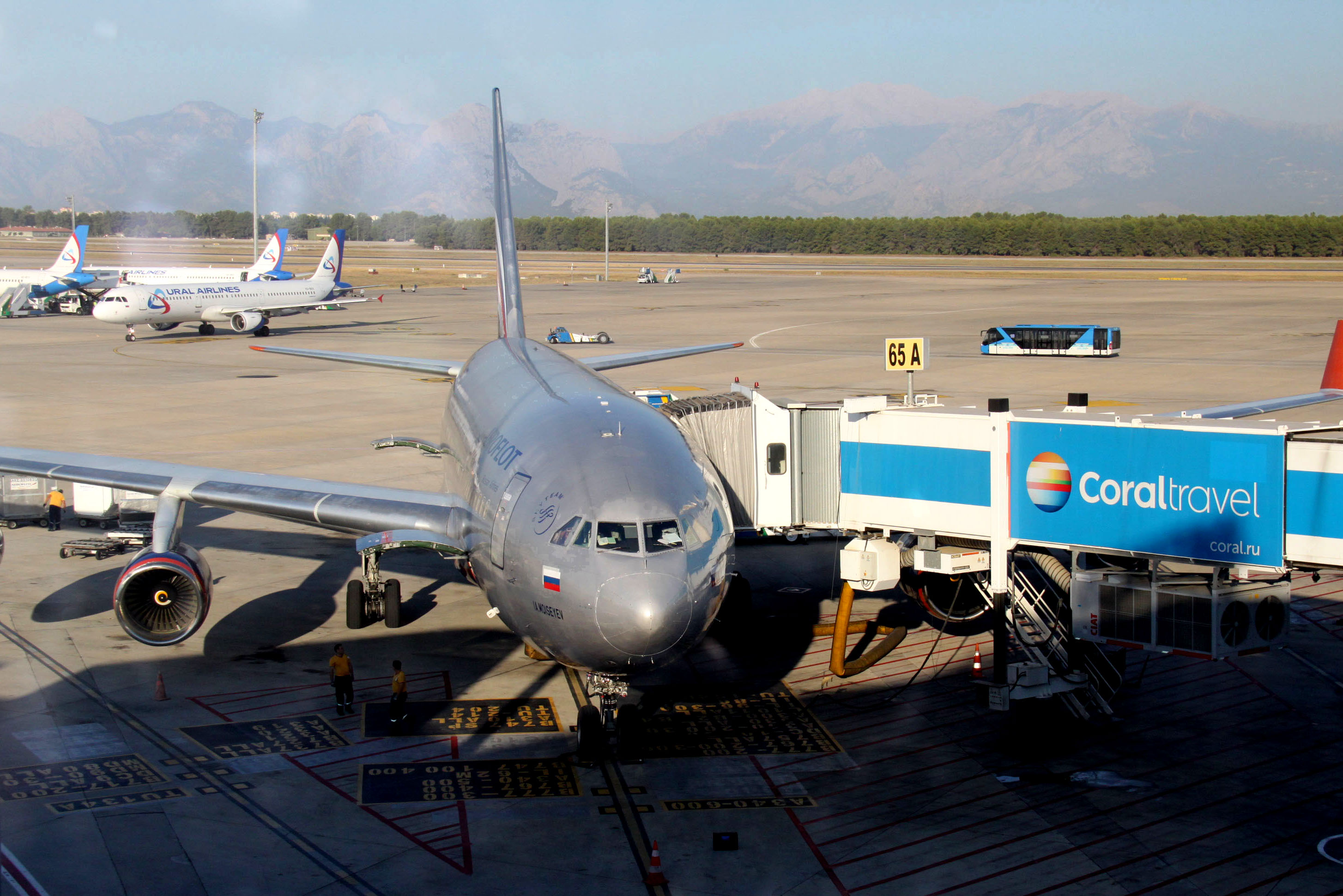
Именной самолёт «Аэрофлота» Я. Моисеев в аэропорту Антальи

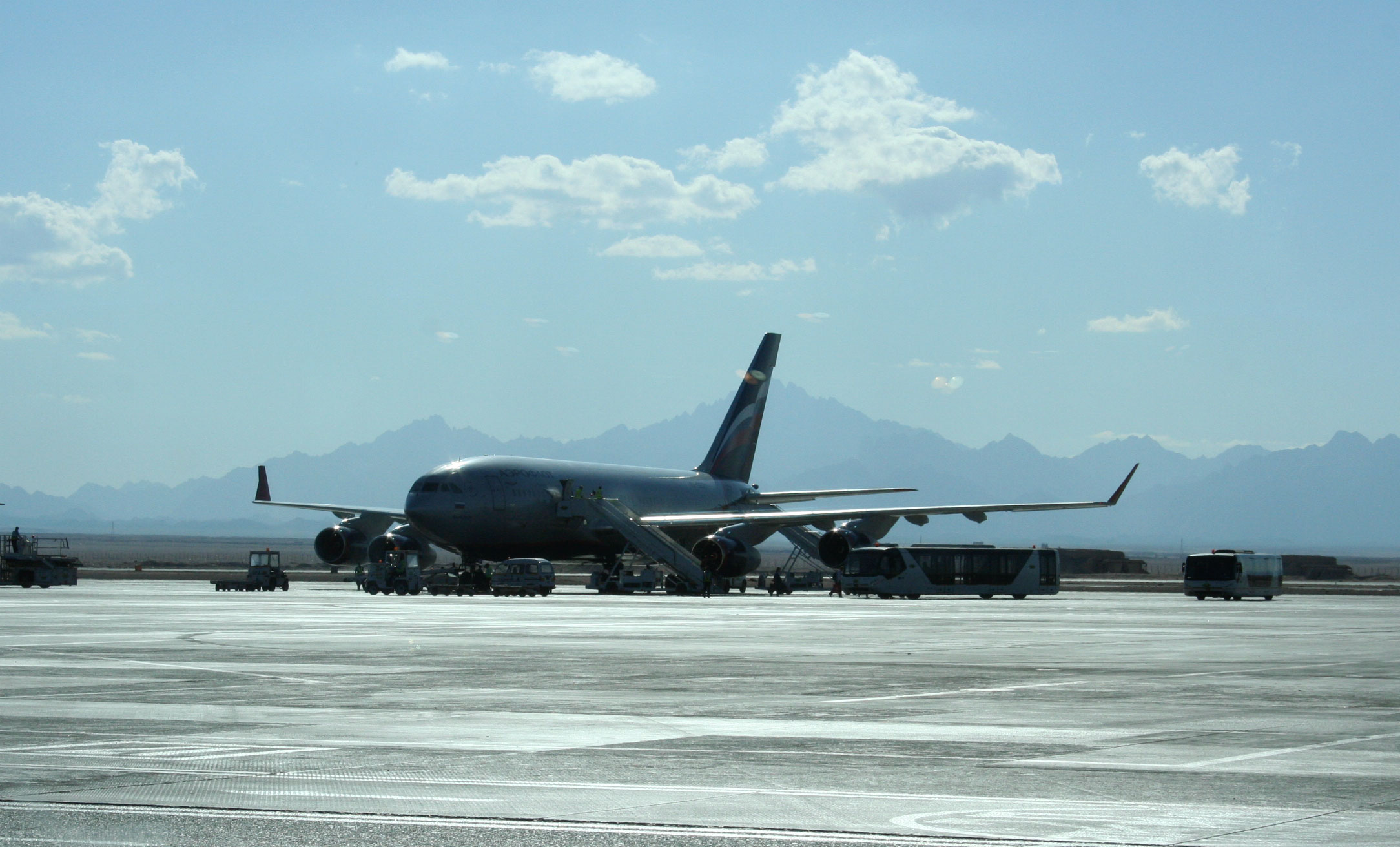
Ил-96 «Аэрофлота» в Хургаде, Египет

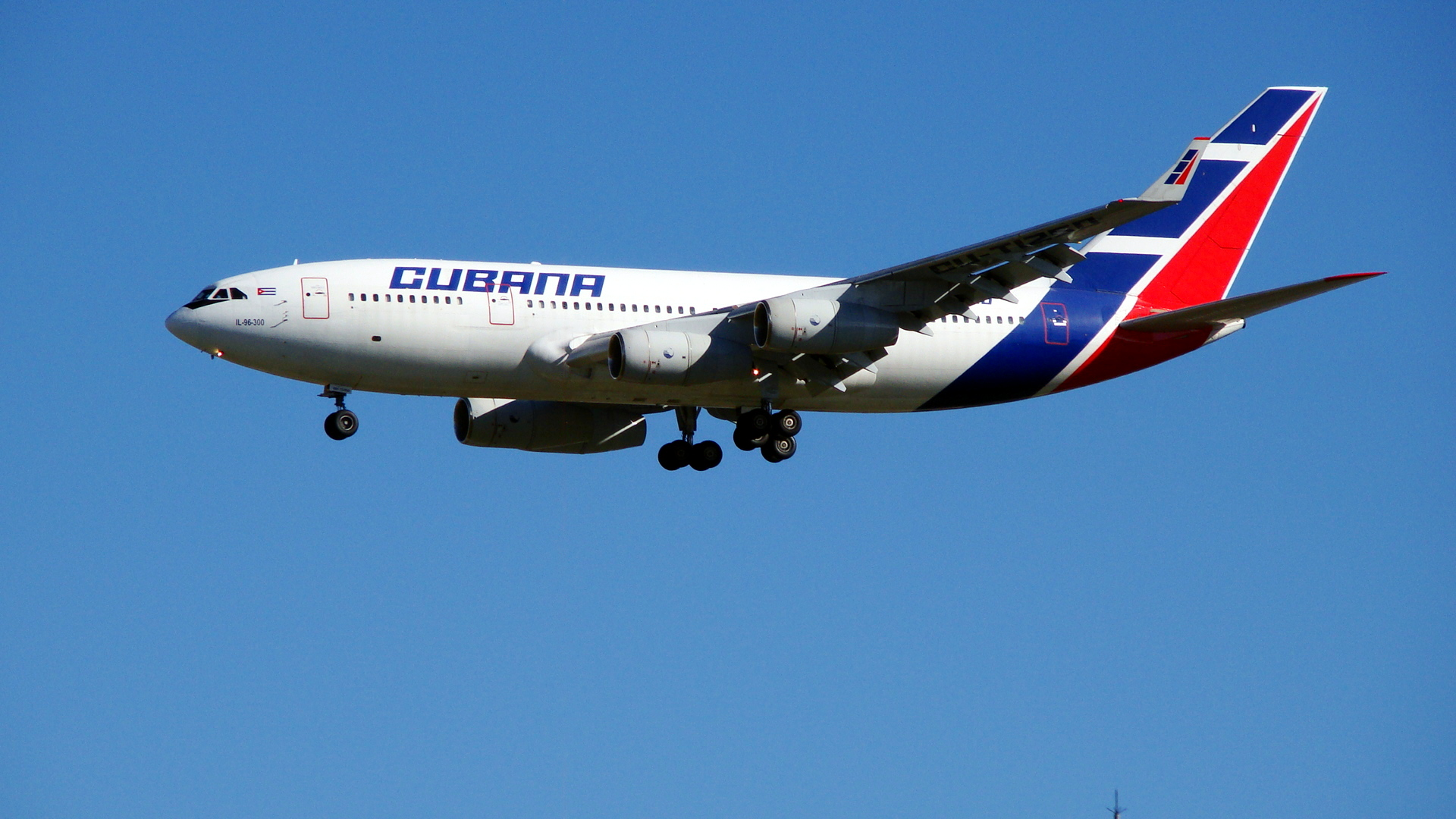
Ил-96-300 кубинской авиакомпании Cubana

Самолёт выпускается с 1992 года на Воронежском авиационном заводе. С 1988 года построено 29 самолётов данного типа. По данным октября 2013 года, в эксплуатации находятся 18 самолётов (в России — 15). Из них для пассажирских перевозок использовалось 6 лайнеров «Аэрофлота» и продолжают использоваться три лайнера авиакомпании «Cubana de Aviación».
По решению Министерства гражданской авиации СССР, принятому на заседании коллегии 26 января 1989 года, первые самолёты Ил-96 планировалось передать в ЦУМВС (Центральное управление международных воздушных сообщений) Аэрофлота, затем — в Домодедовский авиаотряд. Переучивание лётного состава проходило в ОКБ имени Ильюшина. Первый лётный отряд был организован 6 августа 1991 года. В 1992 году были выполнены несколько технических рейсов из Москвы в Петропавловск-Камчатский и Южно-Сахалинск.
С переходом на рыночные отношения Домодедовский авиаотряд был преобразован в самостоятельную авиакомпанию «Домодедовские авиалинии» и Ил-96 составляли основу флота этого перевозчика на протяжении всего времени его существования, вплоть до банкротства в 2008 году.
Коммерческая эксплуатация самолёта началась 14 июля 1993 года на маршруте Москва — Нью-Йорк. Первое время самолёт использовался преимущественно на зарубежных рейсах: в Сингапур, Лас-Пальмас, Нью-Йорк, Тель-Авив, Пальма де Майорка, Токио, Бангкок, Лос-Анджелес, Сан-Франциско, Сиэтл, Рио-де-Жанейро, Буэнос-Айрес, Сеул, Сан-Паулу, Гавану, Ханой, Сантьяго, Лиму. Все летавшие в «Аэрофлоте» самолёты Ил-96 были собраны в 1991—1995 годах. В обмен на снижение пошлин на ввоз иностранной техники «Аэрофлот» обязался приобрести дополнительную партию Ил-96, но сделка так и не состоялась, хотя пошлины были снижены. «Аэрофлот» завершил эксплуатацию Ил-96 30 марта 2014 года рейсом Ташкент-Москва. В апреле все шесть бортов были выставлены на продажу. Борта 96008 «Я. Моисеев» и 96011 «В. Коккинаки» ушли в «Cubana de Aviacion», борт 96010 «Н. Карпеев» сгорел на лётном поле в Шереметьево 3 июня 2014 года и был утилизирован. Оставшиеся три самолёта — на хранении в Шереметьево.
Два самолёта были построены для обслуживания президента Российской Федерации (модификация Ил-96-300ПУ, б/н RA-96012, RA-96016).
В 2005—2006 годах три Ил-96-300 были поставлены на Кубу, в том числе один — для обслуживания президента Кубы. В 2009 году правительство Венесуэлы заключило контракт на поставку двух Ил-96-300 — один для пассажирских, другой для VIP-перевозок, однако по ряду причин он так и не был выполнен.
Осенью 2008 года лизинговая корпорация ИФК изъяла два Ил-96-300 у Красноярских авиалиний в связи с неплатёжеспособностью компании. В настоящее время самолёты восстановлены и эксплуатируются в СЛО «Россия». В истории российской авиации это был первый случай, когда у авиакомпании «отобрали» самолёты.
В 2009 году в авиакомпании «Полёт» началась эксплуатация грузовых самолётов Ил-96-400Т, которые изначально планировал купить Аэрофлот, но впоследствии отказался от них. По состоянию на сентябрь 2009 года, в авиакомпании «Полёт» насчитывались три Ил-96-400Т с планом получения ещё трёх машин в 2010 году. Также, в ходе авиакосмического салона МАКС-2009, было подписано соглашение с перуанской авиакомпанией на поставку двух грузовых Ил-96-400Т с опционом ещё на один такой самолёт и ведутся переговоры о поставке его в Китай и страны Ближнего Востока. Текущая версия самолёта оснащена новыми двигателями, самым современным пилотажно-навигационным комплексом российского производства, позволяющим эксплуатировать воздушное судно без каких-либо ограничений по всему миру. Подобных самолётов в России до сих пор не производилось. Ил-96-400Т может перевозить до 92 тонн грузов на маршрутах средней и дальней протяжённости. Самолёт сертифицирован в соответствии с российскими нормами лётной годности, гармонизированными с нормами Евросоюза и США. В то же время, эксплуатация данного типа не приносила авиакомпании прибыли и была досрочно завершена в июле 2013 года. В июне 2013 года из-за финансовых проблем «Полёт» прекратил эксплуатацию Ил-96-400Т. Самолёты находились на хранении на ВАСО, одно время велись разговоры об их переделке в пассажирские с последующей продажей на Кубу, однако дальше разговоров дело не пошло. В 2023-2024 годах проведено восстановление двух ВС (RA-96101, RA-96103) и передача в коммерческую эксплуатацию в авиакомпанию Sky Gates Airlines.
В разное время велись переговоры о продаже Ил-96 в Китай (три самолёта), Сирию (три самолёта) и даже Зимбабве, Авиакомпания KrasAir планировала в 2007 году передать два своих Ил-96 в «мокрый лизинг» на год в Iran Air.
Два первых опытных образца (б/н 96000 и 96001), долгое время хранившиеся в ЛИИ имени Громова в Жуковском, в мае 2009 года были распилены на металлолом. Ещё три самолёта (Домодедовских авиалиний) выведены из эксплуатации и находятся на хранении. Два самолёта, ранее принадлежавшие KrasAir (RA-96014 и RA-96017), с 2008 года находились на хранении, впоследствии прошли восстановительный ремонт и в дальнейшем были переданы в СЛО «Россия» (используются для перевозки сопровождения первых лиц государства).
В декабре 2013 года «Аэрофлот» объявил о планируемом выводе из эксплуатации Ил-96. Последний рейс под флагом авиакомпании был совершён 30 марта 2014 года на самолёте с бортовым номером RA-96008. 1 апреля 2014 года были выведены из эксплуатации все находившиеся на балансе «Аэрофлота» самолёты Ил-96.
| Эксплуатант                       | Модификация            | Количество   |
| --------------------------------- | ---------------------- | ------------ |
| Летают                            |                        |              |
| Специальный лётный отряд «Россия» | Ил-96-300 Ил-96-300ПУ  | 7 4          |
| Cubana de Aviación                | Ил-96-300              | 1            |
| Sky Gates Airlines                | Ил-96-400Т             | 2            |
| ВАСО                              | Ил-96-400М             | 1            |
| КБ Ильюшина                       | Ил-96-300              | 1            |
| ВВС России                        | Ил-96-300              | 1            |
| На хранении                       |                        |              |
| Специальный лётный отряд «Россия» | Ил-96-300              | 2            |
| Аэрофлот                          | Ил-96-300              | 3            |
| Cubana de Aviación                | Ил-96-300              | 3            |
| Домодедовские авиалинии           | Ил-96-300              | 3            |
| КБ Ильюшина                       | Ил-96-300              | 1            |
| Разобраны на металлолом           |                        |              |
| Аэрофлот                          | Ил-96-300              | 1            |
| КБ Ильюшина                       | Ил-96-300 Ил-96-400М/Т | 1            |
| Строятся                          |                        |              |
| КБ Ильюшина                       | Ил-96-400М             | 1            |
| Специальный лётный отряд «Россия» | Ил-96-300              | 2 (поставка) |
| ВАСО                              | Ил-96-400Т             | 3            |

## Аварии и происшествия
За всю историю эксплуатации с самолётом Ил-96 не случалось катастроф и аварий, повлёкших гибель людей.
Инцидент при взлёте президентского самолёта

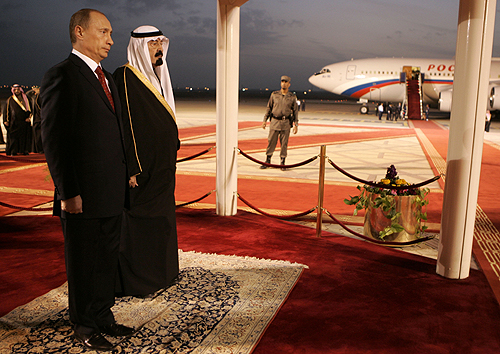
Ил-96-300ПУ во время визита в Саудовскую Аравию

5 октября 2004 года некоторые российские издания сообщили, что 29 сентября при взлёте из международного аэропорта Лиссабона Ил-96-300ПУ (б/н 96016) столкнулся со стаей птиц, предположительно, голубей. Столкновение с птицами — частое явление в авиации, которое, однако, далеко не всегда приводит к поломке двигателей. Взлёт был прерван, а самолёт отбуксирован на стоянку. 30 сентября его осмотрели техники ГТК Россия, которой принадлежит самолёт, прибывшие из Москвы на Ил-62.
В итоге было объявлено, что причиной отмены взлёта стало вовсе не столкновение с птицами, а конденсат от трубок СКВ, попавший на приборную панель. Влага исказила показания приборов: двигатели работали на взлётном режиме, но приборы показали, что на взлётный режим двигатели выйти не смогли. Вероятно, этот случай остался бы рядовым, если бы внимание прессы не привлекла фотография португальского споттера Мигеля Клаудио, которому удалось заснять самолёт в момент стоянки.
Владимира Путина в тот момент в самолёте не было, он находился в Саратове.
Запрет на полёты
2 августа 2005 года тот же Ил-96-300ПУ, но уже с президентом на борту, не стал взлетать из аэропорта финского города Турку, где Владимир Путин находился с официальным визитом. При рулении была обнаружена некая техническая неисправность, было принято решение пересадить президента на резервный Ил-62.
Последствия этого инцидента оказались более серьёзными. 22 августа по предложению Федеральной службы по надзору в сфере транспорта полёты всех самолётов Ил-96 были запрещены. Это объяснялось систематическим отказом системы торможения колёс, который произошёл в том числе 2 августа в Финляндии. Было объявлено, что один из узлов колёсного тормоза, УГ151-7, бракован и не соответствует заявленным чертежам. Агрегаты УГ151 для Ил-96 собирались на Балашихинском литейно-механическом заводе, для их замены новая партия была собрана на заводе НПО Молния в Москве.
Результатом запрета стали многомиллионные убытки авиакомпаний, использовавших Ил-96, в первую очередь Аэрофлота. 3 октября генеральный директор ВАСО Вячеслав Саликов был отправлен в отставку, полёты Ил-96 были возобновлены в тот же день. Всего запрет на полёты длился 42 дня.
Пожар в аэропорту Шереметьево

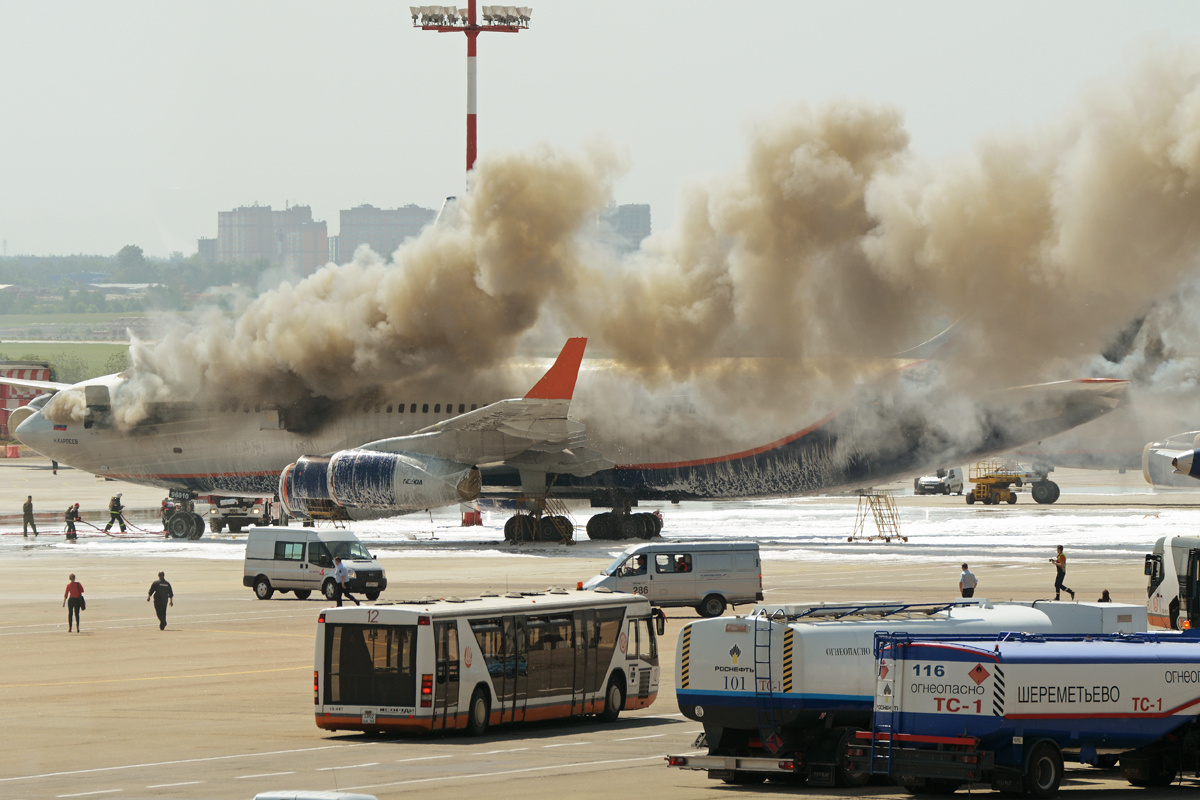
Пожар Ил-96 в Шереметьеве

3 июня 2014 года в аэропорту Шереметьево загорелся выведенный из эксплуатации Ил-96-300 авиакомпании «Аэрофлот» с бортовым номером RA-96010 (именной «Николай Карпеев»). Самолёт находился на технической стоянке. Пострадавших нет. Самолёт выгорел внутри, начиная с кабины пилотов, со слов источника РИА Новости в правоохранительных органах, восстановлению не подлежит. В феврале 2015 года корпус сгоревшего самолёта был разрезан на металлолом.

## Именные самолёты

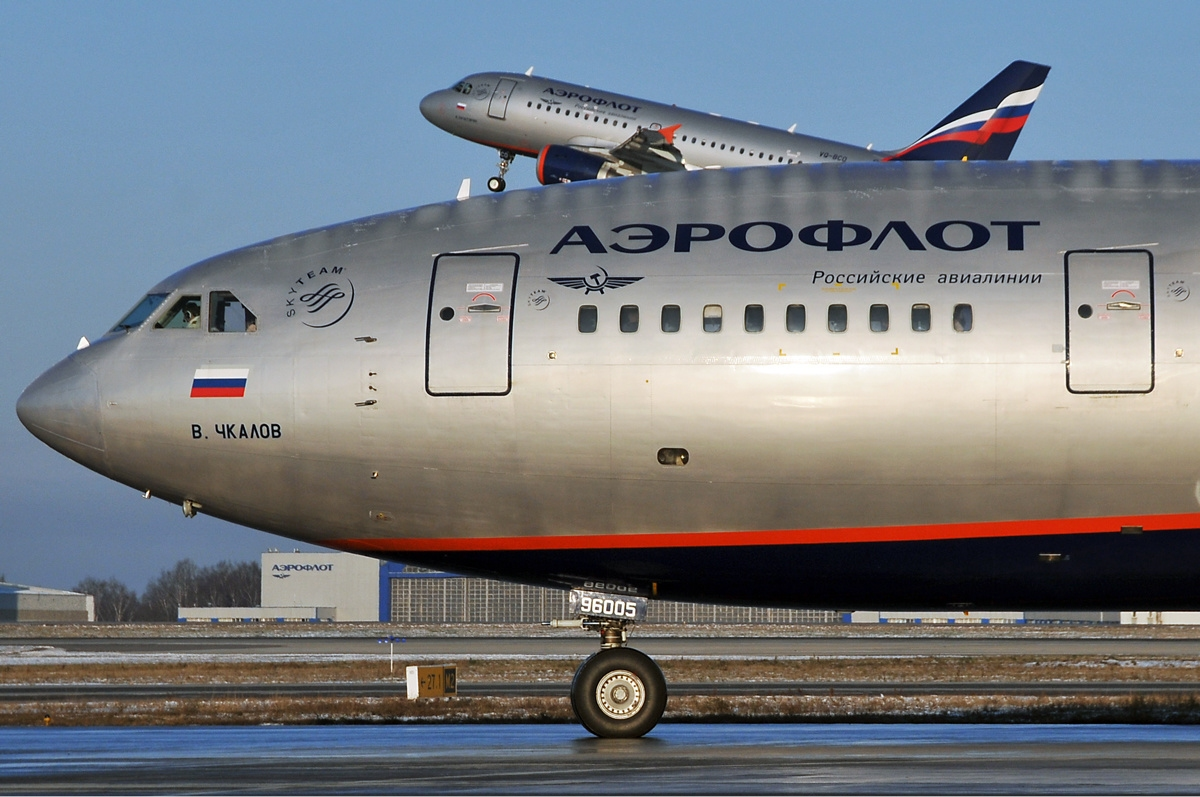
Ил-96-300 RA-96005 «Валерий Чкалов»

Некоторые самолёты Ил-96 носят имена выдающихся советских лётчиков и деятелей авиации и космонавтики.
- Ил-96-300 (RA-96005): «Валерий Чкалов», превращён в тренажёр СПАСОП.
- Ил-96-300 (RA-96007): «Алексей Майоров», самолёт находится на ПАО «ВАСО». На его базе создаётся летающая лаборатория для проведения ПАО «Ил» испытаний по программе Ил-96-300.
- Ил-96-300 (RA-96008): «Яков Моисеев», 30 марта 2014 года самолёт совершил последний коммерческий рейс Ил-96 в составе «Аэрофлота». Передан в лизинг кубинской авиакомпании «Cubana»[62].
- Ил-96-300 (RA-96010): «Николай Карпеев», сгорел 3 июня 2014 года в аэропорту Шереметьево. Жертв нет, самолёт порезан на металлолом. Официальная причина — самовозгорание.
- Ил-96-300 (RA-96011): «Владимир Коккинаки», передан в лизинг кубинской авиакомпании «Cubana»[62].
- Ил-96-300 (RA-96014): «Михаил Водопьянов»
- Ил-96-300 (RA-96015): «Михаил Громов»
- Ил-96-300 (RA-96017): «Михаил Решетнёв»
- Ил-96-300 (RA-96019): «Генрих Новожилов»
- Ил-96-400Т (RA-96101): «Вячеслав Саликов» — эксплуатируется АК «Sky Gates»[44].
- Ил-96-400Т (RA-96102): «Валерий Меницкий»
- Ил-96-400Т (RA-96103): «Станислав Близнюк» — эксплуатируется АК «Sky Gates»[45].

## Лётно-технические характеристики
| Характеристика                        | Ил-96-300        | Ил-96М/Т                | Ил-96-400/400Т/400ТЗ |
| ------------------------------------- | ---------------- | ----------------------- | -------------------- |
| Первый полёт                          | 28 сентября 1988 | 6 апреля 1993           | 16 мая 1997          |
| Начало эксплуатации                   | 14 июля 1993     | —                       | 23 апреля 2009       |
| Размах крыла                          | 57,66 м          | 60,105 м                | 60,105 м             |
| Длина                                 | 55,345 м         | 63,939 м                | 63,939 м             |
| Диаметр фюзеляжа                      | 6,08 м           | 6,08 м                  | 6,08 м               |
| Ширина салона                         | 5,70 м           | 5,70 м                  | 5,70 м               |
| Высота в хвосте                       | 17,55 м          | 15,717 м                | 15,717 м             |
| Площадь крыла                         | 350 м²           | 391,6 м²                | 391,6 м²             |
| Полезная нагрузка                     | 40 000 кг        | 58 000 кг               | 58 000 кг            |
| Макс. взлётная масса                  | 250 000 кг       | 270 000 кг              | 270 000 кг           |
| Макс. пассажировместимость            | 300              | 435                     | 435                  |
| Экипаж                                | 3                | 2                       | 3                    |
| Крейсерская скорость                  | 870 км/ч         | 870 км/ч                | 870 км/ч             |
| Максимальная скорость                 | 910 км/ч         | 900 км/ч                | 900 км/ч             |
| Эксплуатационный потолок              | 12 000 м         | 12 000 м                | 12 000 м             |
| Дальность полёта (при макс. нагрузке) | 9000 км          | 9000 км                 | 9000 км              |
| Двигатели                             | 4х ПС-90A        | 4х Pratt&Whitney PW2337 | 4x ПС-90A-1          |

Источник: